# Sant Carles de la Ràpita (kommunhuvudort)
Sant Carles de la Ràpita är en kommunhuvudort i Spanien.   Den ligger i provinsen Província de Tarragona och regionen Katalonien, i den östra delen av landet, 400 km öster om huvudstaden Madrid. Sant Carles de la Ràpita ligger 1 meter över havet och antalet invånare är 15 511.
Terrängen runt Sant Carles de la Ràpita är platt österut, men västerut är den kuperad. Havet är nära Sant Carles de la Ràpita åt sydost. Närmaste större samhälle är Vinaròs, 19,3 km sydväst om Sant Carles de la Ràpita. 